# Parlamentswahl in Tadschikistan 2015
Die Parlamentswahl in Tadschikistan 2015 fand am 1. März 2015 statt. Gewählt wurden die 63 Abgeordneten im Repräsentantenhaus des politischen Zweikammersystems der Republik Tadschikistan.

## Wahlsystem
Die 63 Abgeordneten im Repräsentantenhaus werden alle fünf Jahre gewählt. Das Wahlsystem stellt eine Kombination aus Mehrheitswahl und Verhältniswahl dar. 41 Abgeordnete werden in den verschiedenen Wahlbezirken nach dem Prinzip der Mehrheitswahl gewählt. Erreicht im ersten Wahlgang kein Kandidat die nötige absolute Mehrheit kommt es zu einer Stichwahl zwischen den beiden bestplatzierten Kandidaten nach dem ersten Wahlgang. Die übrigen 22 Mandate werden über die Listen der Parteien nach dem Prinzip der Verhältniswahl vergeben. Dabei muss eine Partei mindestens 5 % der Stimmen auf sich vereinen, um über die Parteiliste Abgeordnete in das Repräsentantenhaus entsenden zu dürfen. Wahlberechtigt sind tadschikische Bürger, die zum Zeitpunkt der Wahl mindestens 18 Jahre alt waren.
Parallel zu der Parlamentswahl fanden auch Wahlen auf kommunaler und regionaler Ebene statt.

## Hintergrund
Am 5. Dezember 2014 gab das Parlament den 1. März 2015 als Wahltag bekannt. Die vorherige Parlamentswahl hatte am 28. Februar 2010 stattgefunden und ergab eine deutliche Mehrheit für die dominierende politische Partei des Landes, die Volksdemokratische Partei Tadschikistans des langjährigen Präsidenten Emomalij Rahmon, die 55 der 63 Sitze im Repräsentantenhaus für sich gewinnen konnte. Zwischen 2010 und 2015 waren auf Anweisung des Präsidenten Rahmon verschärfte Gesetze zur Kontrolle von Medien und Nichtregierungsorganisationen erlassen worden, die die Arbeit oppositioneller Gruppen in Tadschikistan weiter erschwerten. Die Islamische Partei der Wiedergeburt Tadschikistans als bedeutendste Oppositionspartei wurde in ihrer Parteiarbeit massiv eingeschränkt und 2015 nach der Parlamentswahl schließlich verboten. Insgesamt fand die Wahl im Zeichen einer zunehmend autoritären Herrschaft des Langzeitpräsidenten Rahmon statt, sodass auch bei der Parlamentswahl mit einem klaren Sieg der Volksdemokratischen Partei gerechnet wurde.

## Parteien
Neben der Volksdemokratischen Partei traten verschiedene weitere Parteien und Bündnisse an, die in den meisten Fällen aber nur einen geringen Anteil der Stimmen gewinnen konnten. Mit der Kommunistischen Partei Tadschikistans trat auch die älteste politische Partei des Landes erneut bei der Wahl an und äußerte sich teilweise kritisch über den amtierenden Präsidenten. Auch die Islamische Partei der Wiedergeburt Tadschikistans stellte Kandidaten für die Wahl auf, sah sich aber mit massiven Einschränkungen im Wahlkampf konfrontiert. Ähnliches galt für die oppositionelle Sozialdemokratische Partei Tadschikistans. Mit der Agrarpartei und der Wirtschaftsreformpartei traten zudem zwei regierungsfreundliche Parteien an.

## Ergebnis
Die Parlamentswahl ergab erneut eine deutliche Mehrheit für die Volksdemokratische Partei Tadschikistans unter der Führung von Präsident Rahmon. Die Wahlbeteiligung wurde mit 87,7 % angegeben.
| Partei                                   | Sitze nach Mehrheitswahl | Sitze nach Verhältniswahl | Sitze gesamt | Vergleich 2010 |
| ---------------------------------------- | ------------------------ | ------------------------- | ------------ | -------------- |
| Volksdemokratische Partei Tadschikistans | 35                       | 16                        | 51           | −4             |
| Agrarpartei Tadschikistans               | 2                        | 3                         | 5            | +3             |
| Wirtschaftsreformpartei                  | 1                        | 2                         | 3            | +1             |
| Sozialistische Partei                    | 1                        | 1                         | 2            | +2             |
| Kommunistische Partei Tadschikistans     | 2                        | 0                         | 2            | ±0             |

Die Islamische Partei der Wiedergeburt Tadschikistans und die sozialdemokratische Partei Tadschikistans konnten keine Sitze im Repräsentantenhaus gewinnen.

## Bewertung
Beobachter Organisation für Sicherheit und Zusammenarbeit in Europa bewerteten die Wahl weder als frei noch als fair. Auch in Tadschikistan wurde das Ergebnis der Wahl angezweifelt. Der Parteivorsitzende der Kommunistischen Partei sprach im Zusammenhang mit der Parlamentswahl von einer „politischen Farce“. Auch seitens der Islamischen Partei der Wiedergeburt Tadschikistans wurde deutliche Kritik am intransparenten Wahlsystem und der Benachteiligung der Partei laut. Beobachter berichteten unter anderem von Gruppenwahl, Öffnung von Wahlurnen und Druckausübung auf die Wähler durch freiwillige Wahlhelfer. Trotz dieser gravierenden Missstände gelang es Rahmon mit der Präsidentschaftswahl in Tadschikistan 2013 und der Parlamentswahl 2015 seine Macht vorerst zu festigen und Oppositionsparteien zu schwächen.